# Hibiscus borealis
Hibiscus borealis är en malvaväxtart som beskrevs av Bénédict Pierre Georges Hochreutiner. Hibiscus borealis ingår i Hibiskussläktet som ingår i familjen malvaväxter. Inga underarter finns listade i Catalogue of Life.